# Paul Senden
Paul Senden (* 10. Dezember 1877 in Beuthen; † 11. Mai 1953 in Köln) war ein deutscher Schauspieler.

## Leben und Wirken
Nach dem frühen Tod der Eltern ging Senden in ein Dominikanerkloster, um sich dort auf einen geistlichen Beruf vorzubereiten. Als ein Freund aus Berlin ein selbstverfasstes Stück in einem Bierhaus vorlas, übernahm Senden die zweite Hälfte des Vorlesens, um die Stimme des Dichters etwas zu schonen. Senden fand schnell Gefallen daran, verließ daraufhin das Kloster und widmete sich fortan der Schauspielerei.
Das erste Engagement erhielt er bei Nuscha Butze. Danach schloss er sich kurzzeitig dem Berliner Gesamt-Gastspiel an und trat u. a. in Stargard und Neuruppin auf. In der Spielsaison 1900/02 war er in Flensburg, 1902/04 in Stralsund und 1904/07 in Plauen im sächsischen Vogtland. Danach ging er nach Magdeburg. Ab 1. September 1909 spielte er dauerhaft am Schauspielhaus Köln, wo er sein 25-jähriges Jubiläum feiern konnte und zuletzt zum Ehrenmitglied der Städtischen Bühnen ernannt wurde, nachdem er 1938 seine aktive Laufbahn beendet hatte. Im Ruhestand war er als Lehrer für Spracherziehung am Konservatorium und an der Musikhochschule in Köln tätig. Zu seinen Lieblingsschülern zählte Karlheinz Stockhausen. Bereits Ende der 1920er Jahre war Senden gleichzeitig Lektor an der Staatlichen Hochschule für Musik in Köln.
Neben seiner Tätigkeit am Theater wirkte er in einigen Filmen mit. Daneben war er auch als Musiker tätig.

## Filmografie
- 1919: Ricarda Erichsen
- 1921: Das Zimmer mit den sieben Türen, 1. Teil – Der Schatz des Inka
- 1921: Das Zimmer mit den sieben Türen, 2. Teil – Lebensschicksale